# 热球菌科
热球菌科（学名：Thermococcaceae）为热球菌目唯一一科古菌。此科的模式属为嗜热球菌属(Thermococcus)。

## 下级分类
本科包括以下属：
- 古老球菌属 Palaeococcus Takai et al. 2000，古老细菌属
- 火球菌属 Pyrococcus Fiala and Stetter 1986
- 嗜热球菌属 Thermococcus Zillig 1983